# Дионисије Коринтски
Дионисије Коринтски (грч. Διονυσιος) је био епископ Коринта, хришћански књижевник, пастир и учитељ. Поштује се као светитељ у Католичкој и у православној цркви.
Јероним Стридонски, у својој књизи „О славним људима“, 27. поглавље посвећује Дионисију. Евсевије Кесаријски више говори о Дионисију у својој књизи „Историја цркве“.
Дионисије је био епископ града Коринта, одликован речитошћу и марљивошћу, највећи процват његових активности био је током владавине царева Марка Антонина Веруса и Луција Аурелија Комода. Дионисије је аутор неколико посланица. Ово су поруке:
- Лакедемонцима, поучавајући у православљу и убеђујући да сачувају мир и јединство;
- Атињанима, у којима аутор позива хришћане на веру и живот по Јеванђељу; аутор помиње и хвали труд и мучеништво атинских епископа: Дионисија Ареопагита, Публија и Кодрата;
- Никомедијцима, у којима аутор побија јерес Маркиона;
- цркви у Гортини и хришћанима цркава на Криту, у којој аутор хвали епископа Гортина Филипа и упозорава хришћане да се чувају јеретичке заразе;
- цркви у Амастриду и хришћанима с Понта подсећа на Бакилида и Елписта, који су га замолили да напише ову посланицу; у којој аутор тумачи Свето писмо, помиње епископа амастридског Палма и даје многе савете у вези са браком и целомудреношћу; пише да је неопходно у заједницу прихватити оне који су пали, који су згрешили, чак и оне који су криви за јеретичку грешку, ако су се покајали (писмо је написано на захтев Бакилида и Елписта);
- становницима Кнососа, у којем аутор помиње њиховог епископа Пинита да не на силу намеће браћи тежак терет целомудрености и да рачуна с чињеницом да су многи слаби; у писму аутор говори о добрим особинама Пините: православљу, бризи за добробит својих поданика, образовању и разумевању Божанског.
- Римљанима, упућено епископу Сотеру, у којем аутор хвали обичаје римских хришћана: да покаже милост и утеху свима онима којима је потребно;
- дубоко верујућој сестри Кристофери, у којој аутор даје духовна упутства.

Дионисијеви списи нису преживели, само мали фрагмент Дионисијеве посланице Римљанима наводи Еузебије Цезарејски у својој књизи „Историја цркве“. 
Пострадао је за Христа 171. године у Коринту.
Православна црква прославља светог Дионисија 29. новембра по јулијанском календару.